# Arctium palladini
Arctium palladini là một loài thực vật có hoa trong họ Cúc. Loài này được (Marcow.) mô tả khoa học đầu tiên năm 1923.